# عباس جهانگیریان
عباس جهانگیریان، (زادهٔ ۴ آبان ۱۳۳۳ در قم) نویسنده و پژوهشگر ایرانی است. او در سال ۱۴۰۱ رئیس انجمن نویسندگان کودک و نوجوان شد.

## زندگینامه
او در در قم و اراک دوره دبستان و دبیرستان را به پایان برد. سال ۱۳۵۸ در رشته ادبیات نمایشی دانشکده هنرهای دراماتیک پذیرفته شد و کارشناسی ارشد خود را در همین رشته از دانشکده هنرهای زیبای دانشگاه تهران گرفت. او در حوزه نمایش‌نامه نویسی، فیلم‌نامه نویسی، پژوهشگری سینما، ادبیات و امور اجتماعی و داستان‌نویسی کودک و نوجوان فعالیت کرده‌است. هم چنین در همین رشته در برخی از دانشگاه‌های تهران و اصفهان تدریس کرده‌است. عباس جهانگیریان کار حرفه‌ای خود را با بازیگری در تئاتر در دهه ۱۳۵۰ آغاز کرد. در دهه ۱۳۶۰ همزمان با تحصیل در دانشگاه کار پژوهش در فیلم‌های کودکان و نوجوانان را که تا آن زمان تولید شده بود، آغاز کرد و نتیجه آن را در کتابی به نام «فرهنگ فیلم‌های کودکان و نوجوانان از آغاز تا سال ۱۳۶۷» در سال ۱۳۷۴ منتشر کرد. جهانگیریان، از طرف انجمن نویسندگان کودک و نوجوان ایران، نامزد جایزه آسترید لیندگرن(آلما) در سال میلادی ۲۰۲۴ شد. عباس جهانگیریان ساکن تهران است و در همین زمینه به تولید آثار پژوهشی و ادبی اشتغال دارد.